# 인천선학초등학교
인천선학초등학교는 대한민국 인천광역시 연수구 선학동에 있는 공립 초등학교이다.

## 학교 연혁
- 1993년 3월 1일: 개교
- 2023년 3월 1일: 개교 30주년

## 참고 자료
- 인천선학초등학교 - 한국교육학술정보원 학교알리미